# Teruel (Huila)
Teruel é um município da Colômbia, localizado no departamento de Huila.